# Les Vastres
Les Vastres település Franciaországban, Haute-Loire megyében. Lakosainak száma 191 fő (2022. január 1.). Les Vastres Mars, Saint-Clément, Le Chambon-sur-Lignon, Fay-sur-Lignon, Mazet-Saint-Voy és Saint-Julien-d’Intres községekkel határos.

## Népesség
A település népességének változása:
| Lakosok száma | 588  | 358  | 310  | 240  | 207  | 199  | 203  | 195  | 193  | 191  |
|               | 1968 | 1982 | 1990 | 2006 | 2013 | 2015 | 2017 | 2019 | 2020 | 2022 |